# Kentiopsis piersoniorum
Kentiopsis piersoniorum är en enhjärtbladig växtart som beskrevs av Pintaud och Donald R. Hodel. Kentiopsis piersoniorum ingår i släktet Kentiopsis och familjen Arecaceae. Inga underarter finns listade i Catalogue of Life.